# Ceratosuchops inferodios
Ceratosuchops inferodios — вид спінозаврових динозаврів, викопні ранньо-крейдові рештки яких знайдено у Великій Британії.

## Поширення
Викопні рештки знайдено із Вессекської формації (145–125 Ma), поблизу Брайстоуна, острів Вайт, Велика Британія.

## Етимологія
Родова назва походить від дав.-гр. κέρας — «ріг», дав.-гр. Σοῦχος — «крокодил», дав.-гр. ὄψ — «обличчя». Видова назва від лат. īnfernus — «підземний світ, пекло», дав.-гр. ερωδιός — «чапля» — посилаючись на передбачувану екологію, схожу як у чаплі.